# Сражение при Амблиани
Сражение при Амблиани 1824 года (греч.  Μάχη της Άμπλιανης) — эпизод Освободительной войны Греции (1821 −1829). Историк Димитрис Фотиадис характеризует Сражение при Амблиани как «одну из самых блестящих побед Освободительной войны»:Г-45

## Предыстория турецкого вторжения в Среднюю Грецию в 1824 году
После побед греческих повстанцев на суше и на море в период 1821—1823 годов, османский султан Махмуд II был вынужден вовлечь в войну против восставших греков правителя номинально вассального Египта Мухаммеда Али, который располагал армией и флотом организованными французами. Султан обещал Мухаммеду Али Крит, Морею, и пост командующего султанской армией. Мухаммед принял предложение, что соответствовало его далеко идущим планам. Он объявил что задействует в экспедиции 20 тысяч солдат и весь свой флот:В-338.
30 мая египетский флот сломил сопротивление жителей острова Касос, после чего последовала резня населения а в июне султанский флот опустошил остров Псара, чья героическая оборона именуется в греческой литературе и историографии «Холокост Псара», согласно первоначальному греческому значению слова (полное сожжение или жертва за идеалы.
Одновременно турецким гарнизонам и мусульманскому населению материковой Греции было приказано координировать свои действия с высаживающимися на Пелопоннесе египетскими войсками и предпринять наступательные действия на регионы Средней Греции контролируемые повстанцами.
Между тем военно-политическая междоусобица среди восставших греков, имевшая место с самого начала восстания, к 1823 году приняла угрожающие размеры и не прекращалась, несмотря на мобилизацию всех сил Османской империи и её вассалов.
Отстранив ещё в 1821 году от руководства войной революционную организацию Филики Этерия подготовившую восстание, греческие землевладельцы и судовладельцы вступили в конфликт с видными военачальниками, главным образом с Теодором Колокотронисом на Пелопоннесе и Одиссеем Андруцосом и Георгием Караискакисом в Средней Греции.
Одновременно судовладельцы и политики, возглавляемые фанариотом Александром Маврокордатосом стали ориентировать восставшую Грецию на Британию.
В феврале 1824 года, временное греческое правительство заключило в Лондоне заём в 800 тысяч фунтов, что стало шагом вхождения воссоздаваемого государства в сферу влияния Британии:Δ-359, но одновременно заём стал инструментом междоусобной борьбы.
Караискакис был вынужден покинуть лагерь повстанцев у Амблиани, расположенный на горной дороге ведущей из Гравьи в Салона и прикрывавший этот город c севера от возможного турецкого нашествия в восточную Среднюю Грецию:Г-44.
Примечательно также, что А. Маврокордатос 3 июля настаивал, чтобы отряды военачальников сулиотского клана Дзавеласов были распущены, и это, как отмечает историк Д. Фотиадис, «когда всего лишь через одиннадцать дней, при Амблиани, Дзавеласы, вместе с другими военачальниками Средней Греции, подарят восставшей стране одну из самых блестящих побед Освободительной войны»:Г-45.

## Подготовка турецкого вторжения в Среднюю Грецию
Руководство кампанией в Средней Греции султан поручил новому «Румели валеси» (правителю европейской части Османской империи) Дервишу-паше, как его именует греческая историография:568 (Вероятно речь идёт о бывшем визире (1818-20) Burdurlu Derviş Mehmed Paşa, 1765—1837).
Согласно приказу султана, Дервиш-паша должен был организовать вторжение паши Янин албанца Омер Вриони в Акарнанию на западе Средней Греции, высадку паши острова Эвбея Омера Каристского на побережье Аттики, с целью занятия Афин, в то время как сам Дервиш-паша должен был соединиться с войсками Юсуфа-паши и Абаз-паши Дибра, и во главе армии в 15 тысяч человек вторгнуться в восточную Среднюю Грецию и занять Салона, а затем Навпакт на побережье Коринфского залива, рассекая таким образом Среднюю Грецию на две части.

## Начало турецкой кампании
Первым выступил Омер Каристский, который высадился в Аттике, но при пятикратном численном превосходстве его войск над отрядами Янниса Гураса 6 июля он потерпел поражение на Марафонском поле, отступил к Капандритиону, но преследуемый здесь повстанцами был вынужден перебраться на остров Эвбея:568.
Дервиш-паша, не дожидаясь результатов турецких операций на востоке и западе Средней Греции, выступил из Ларисы, дошёл до Ламии, но не решаясь пройти через Фермопилы, расположился со своей ставкой в селе Лианоклади, в нескольких километрах от Зитуни (Зейтун), как именовали турки Ламию в силу её многочисленных и больших оливковых рощ.
Дервиш-паша не выразил особого желания принять непосредственное участие в военных действиях, но оставил при своей ставке 2,500 пехотинцев и 500 кавалеристов, аргументируя своё решение необходимостью обеспечения контроля над линией коммуникаций и снабжения Фессалия-Средняя Греция.

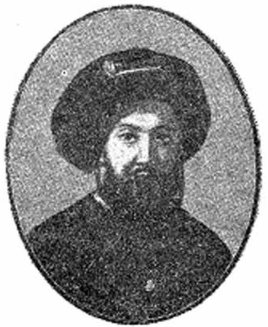
Юсуф-паша Беркофджали, он же Юсуф-паша Серезли (то есть из восточномакедонского города Серре — непосредственный командующий турецких войск в сражении при Амблиани.

Своим приказом он направил колонну войск, за вычетом 3 тысяч оставленных при ставке, на покорение Фокиды и переложил непосредственное командование колонной на Юсуфа-пашу Беркофджали и его заместителя Абас-пашу Дибра.
Юсуф-паша выступил, согласно историку Д. Фотиадису с 6 тысячами пехотинцев и 3 тысячами кавалеристов, через Гравья в направлении Салона:Г-45. Однако участник сражения, военачальник и впоследствии мемуарист Христофор Перревос пишет, что по прибытии в Гравью силы Юсуфа-паши насчитывали 14 тысяч пехотинцев и 2 тысячи кавалеристов. Перревос также указывает и происхождение этих войск: 4 тысячи албанцев, 5 тысяч мусульман Македонии и Фракии, земляков Юсуфа-паши, остальные азиаты:569.
6 июля авангард Юсуфа-паши занял подворье Гравии и пленил около 300 греческих семей в окружающих сёлах. В тот же вечер отряды Контоянниса, Скалцодимаса, и Сиафакаса внезапно напали на турок и в переполохе сумели освободить все 300 семей:Г-46.
8 июля большие турецкие силы оставили Гравью и направились к городку Лидорики. На их пути встал Скалцас с немногими бойцами, чья участь была бы предрешена, если бы к ним не успел бы подойти Сиафакас с 350 бойцами.
Три раза турки занимали греческие позиции три раза бойцы Сиафакаса и Скалцаса выбивали их из них. Турки в конечном итоге отступили и их единственным успехом в этом бою стал угон около 8 тысяч коз и овец:Г-46.
Военачальник Кицос, Дзавелас находился на островке Тризониа, Дорида, в Коринфском заливе. Получив информацию о том что турки приближаются к Салона, 10 июля он со своим отрядом направился навстречу врагу:Г-46.

## Позиции греческих повстанцев перед сражением при Амблиани
Клефтская (партизанская) тактика ведения боя, по объективным причинам, вместо каких либо фортификационных работ предусматривала лишь временные низкие стенки из сложенных камней, за которыми укрывались обороняющиеся.
Бойцы греческого лагеря в Амблиани следовали этой традиции, но многомесячное существование лагеря позволило им усилить эти стенки стволами высокогорных елей.
Сам лагерь не имел постоянного состава и иерархии, и был, скорее всего, местом сбора иррегулярных отрядов.
Негласным начальником лагеря был признан местный военачальник Панурьяс, расположившийся здесь со своими 600 земляками.
Сил Панурьяса было явно недостаточно чтобы сдержать многотысячную колонну турок, но к его счастью к нему успели подойти подкрепления сулиотов под командованием Георгиса Дракоса, Йоргиса Данглиса, Диамантиса Зерваса и Христофора Перревоса с 250 бойцами:569, а затем отряды Кицоса Дзавеласа, П. Нотараса возглавившего 200 бойцов посланных Андреасом Лондосом:569, и местного военачальника Димоса Скалцаса.
В общей сложности, ожидая турецкую колонну, у Амблиани заняли позиции около 2 тысяч греческих повстанцев.
Перревос расписывает эти десять позиций следующим образом:569:,
- I — Панурьяс
- II и III — Василис Данглис, Йоргис Данглис, Диамантис Зервас и Христофор Перревос
- IV — Георгиос Дракос
- V — Тусас Зервас
- VI — Панайотис Нотарас и Кицос Дзавелас
- VII, VIII, IX,X — на этих высоких позициях расположились местные ополченцы, которые согласно Перревосу не приняли участие в собственно Сражении при Амблиани, а лишь в преследовании турок, после их бегства с поля боя.
- Ламброс Зарбас, Георгиос Зику Дзавелас, Яннусис Паномарас и Тасулас, во главе 100 бойцов, отказались вести бой за укрытием и сражались против македонских мусульман на левом фланге в открытом поле.

## Сражение

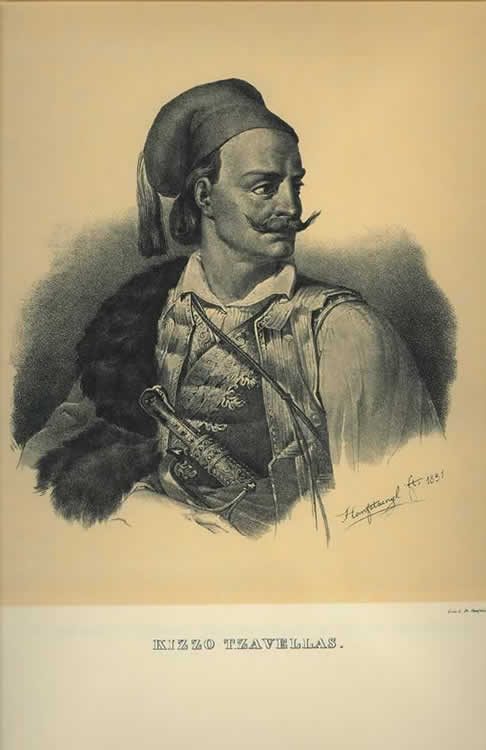
Военачальник Кицос Дзавелас — участник сражения при Амблиани.

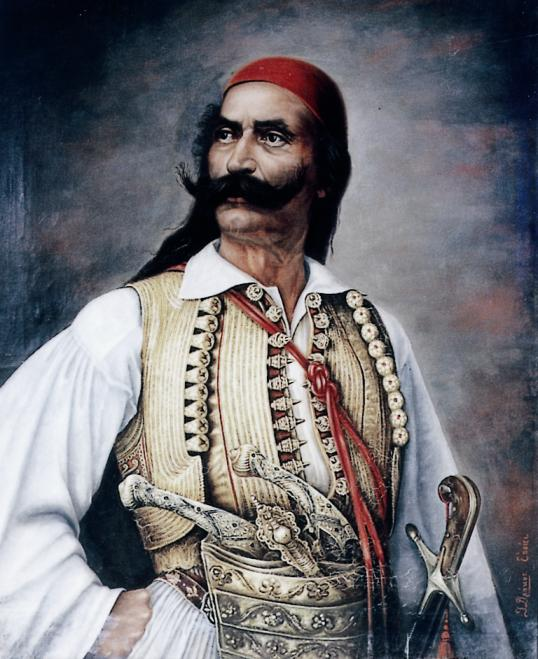
Военачальник Георгиос Дракос — участник сражения при Амблиани.

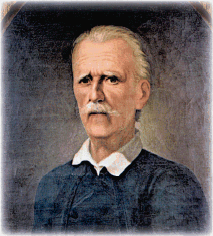
Гетерист и военачальник Христофор Перревос — Участник сражения при Амблиани и автор мемуаров, кроме прочего описывающих Сражение при Амблиани

13 июля из Гравьи вышли все турецкие силы, согласно Фотиадису 8 тысяч человек:Г-46, согласно участнику сражения Перревосу 16 тысяч:569, располагая также 2 орудиями.
Подойдя к Амблиани турки обнаружили, что дорога на Салона была перекрыта завалом из стволов елей парнасского высокогорья, за которыми, на разных позициях, расположились от двух до трёх тысяч повстанцев:Г-46.
Все историки соглашаются в том, что силы турок были многократными в сравнении с числом повстанцев, но приводят различные цифры. Фотиадис пишет о трёх тысячах повстанцев, «против трёхкратного числа турок»:Г-46. Самыми расхожими цифрами, указанными в книгах Л. Куцоникаса и Г. Кремоса, являются две тысячи повстанцев и 12 тысяч турок. Перревос в своих мемуарах пишет о двух тысячах повстанцев противостоявших 16 тысячам турок.
Разнобой с цифрами участников сражения ещё больше усугубляют три тысячи турок, оставшихся при ставке Дервиша-паши.
Турки начали атаку 14 июля, три часа после рассвета:Г-46.
Албанцы, сопровождаемые тремя тысячами солдат Абаза-паши образовали правый фланг направившийся к греческой позиции I и засели в лесу, на расстоянии выстрела.
Левый фланг был образован македонскими мусульманами и азиатами и направился к позиции VI.
Остальная пехота и кавалерия турок, расположенная в центре, где Юсуф-паша установил свой шатёр и два орудия, направились к позициям II и III.
Сражение началось с перестрелки, в которой участвовали и 2 единственных турецких полевых орудий, но вскоре турки, размахивая саблями, пошли в атаку, пытаясь открыть заблокированную повстанцами дорогу.
Греческие повстанцы оборонялись стойко и отразили первую, а затем вторую и третью атаки.
Сражение продолжалось и после полудня, но после того как к повстанцам подошёл отряд 200 жителей Салона под командованием военачальника Георгиоса Калмукиса, который атаковал левый фланг турок, победа начала склоняться на сторону греков:570.
Георгиос Дзавелас, Ламброс Зарбас, Яннусис Паномарас и Тасулас, увидев сумятицу в турецких рядах, повели своих бойцов в контратаку на турецкий фланг. Турки с фланга побежали к центру:570.
Видя что левый фланг турок сломлен, своих бойцов повели в атаку Кицос Дзавелас, Георгиос Дракос, Христофор Перревос, Д. Зервас:Г-46.
Правый фланг турок ещё держался, но вскоре бегство турок приняло всеобщий и панический характер. В панике они бежали дорогой и тропами в сторону Гравьи, многие были убиты преследовавшими их повстанцами, другие в своём паническом бегстве срывались со скал.
Перревос пишет, что было странным видеть людей, «несколькими часами до того грозно размахивавшими саблями, склонявшими сейчас без сопротивления свои шеи как на заклание, но умолявших о пощаде, обращаясь к небесам со словами Аллах, Аллах, Аллах»:571.
Потери турок были большими, но и здесь в цифрах историков есть большой разнобой.
Д. Фотиадис весьма «консервативно» пишет, что «греки отправили в ад в тот день пять сотен турок», в то время как Перревос пишет, что было убито до трёх тысяч турок и что «и половина турецкого войска не спаслась бы, если бы солнце подарило грекам ещё час своего света»:571.
Перревос ограничивает греческие потери 9 человек убитыми и 12 раненными. Другие историки приводят цифру 32 убитых.
Среди захваченных греками трофеев были брошенное турками оружие и боеприпасы, их 2 орудия, 23 знамён, кони и шатёр Юсуфа-паши.

## После Амблиани
Поражение турок при Амблиани, как пишет Д.Фотиадис, стало причиной того что летом 1824 года турки не смогли достичь ничего существенного в Средней Греции:Г-46.
Остатки турецкой колонны вернулись в Ламию.
Несмотря на то, что повстанцы вышли из сражения победителями, зная что потенциал Османской империи не исчерпывается войском Юсуфа-паши, в ожидании нового вторжения они стали вновь укреплять позиции в Амблиани.
Вскоре было получено сообщение, что 4 тысячи албанцев были направлены из Фессалии, в качестве подкрепления Юсуфу-паше:572.
14 сентября повстанцы перешли в наступление. На этот раз с ними был и Караискакис, вернувшийся из Нафплиона. Атаке подвергся лагерь на Парнасе, который к тому времени был усилен 4 тысячами албанцев. Бой был тяжёлым, с потерями с двух сторон но опять завершился победой греков:Г-46.
Не предпринимая никаких последующих действий, войска Дервиша-паши были распущены в начале Октября.
Дервиш-паша был отозван и сослан в Калиполь. В июне 1826 года, за поддержку восстания янычар и по приказу султана, ему отрубили голову.